# Anisozyga goniota
Anisozyga goniota là một loài bướm đêm trong họ Geometridae.